# کوین نوجنت (بازیکن فوتبال)
کوین نوجنت (انگلیسی: Kevin Nugent؛ زادهٔ ۱۰ آوریل ۱۹۶۹) بازیکن فوتبال اهل بریتانیا است.
از باشگاه‌هایی که در آن بازی کرده است می‌توان به باشگاه فوتبال کاردیف سیتی، باشگاه فوتبال سوانزی سیتی، باشگاه فوتبال کورک سیتی، باشگاه فوتبال بریستول سیتی، باشگاه فوتبال لیتون اورینت، و باشگاه فوتبال پلیموث آرگیل اشاره کرد.